# Chœur de l'Orchestre de Paris
Le Chœur de l'Orchestre de Paris est un chœur mixte symphonique amateur associé à l'Orchestre de Paris, actif depuis 1976.

## Historique
Le Chœur de l'Orchestre de Paris est fondé en 1976 à l'initiative du directeur musical de l'Orchestre de Paris de l'époque, Daniel Barenboim, et placé sous la direction d'Arthur Oldham, élève de Benjamin Britten,.
C'est un chœur mixte constitué à l'origine de 220 chanteurs amateurs. En 2002, lors de la fermeture de la salle Pleyel et l'installation provisoire des forces de l'Orchestre de Paris au théâtre Mogador, l'effectif du chœur est réduit à 120 membres. En 2015, il est de 130 choristes.
Le financement de la formation est assuré par l'Orchestre de Paris. Le Chœur de l'Orchestre de Paris est en résidence à la Philharmonie de Paris,.
Le Chœur participe à la plupart des concerts symphoniques-choraux de l'Orchestre. Dans le cadre de leur participation, les choristes peuvent recevoir un complément de formation musicale et vocale.
En 2012, une Académie du Chœur de l'Orchestre de Paris est créée en complément du Chœur symphonique, destinée aux jeunes chanteurs de 18 à 25 ans en cours de formation. En 2013, s'ajoute la création d'un Chœur de chambre, réservé à des chanteurs expérimentés, ensemble qui se produit seul ou associé au chœur principal,.
Depuis 2014, il existe également un chœur d'enfants, à destination des 9-14 ans, et depuis 2015 un chœur de jeunes, à destination des 15-18 ans,.
En mai 2023, le britannique Richard Wilberforce est nommé chef du Chœur de l’Orchestre de Paris à compter de septembre 2023, pour un mandat de trois ans,.

## Direction du chœur
À la direction du chœur se sont succédé :
- Arthur Oldham (1976-2002) ;
- Laurence Equilbey (conseillère aux activités vocales, 2002-2009) ;
- Didier Bouture et Geoffroy Jourdain (chefs de chœur, 2002-2010) ;
- Lionel Sow (2011-2021) ;
- Marc Korovitch et Ingrid Roose (2022-2023) ;
- Richard Wilberforce (à partir de septembre 2023[6]).

## Créations
Le Chœur de l'Orchestre de Paris est le créateur de plusieurs œuvres, de Gilbert Amy (Missa cum jubilo, 1988), Édith Canat de Chizy (Dancing in the wind, commande pour le 30e anniversaire du chœur, 2007), Philippe Hersant (La lumière et l’ombre, pour orchestre, chœur d’adultes et d’enfants, commande pour le 40e anniversaire du chœur), Marcel Landowski (Messe de l'Aurore, 1977), Arthur Oldham (Le Testament de Villon, commande pour le 20e anniversaire du chœur, 1997), notamment.